# Snub Mosley

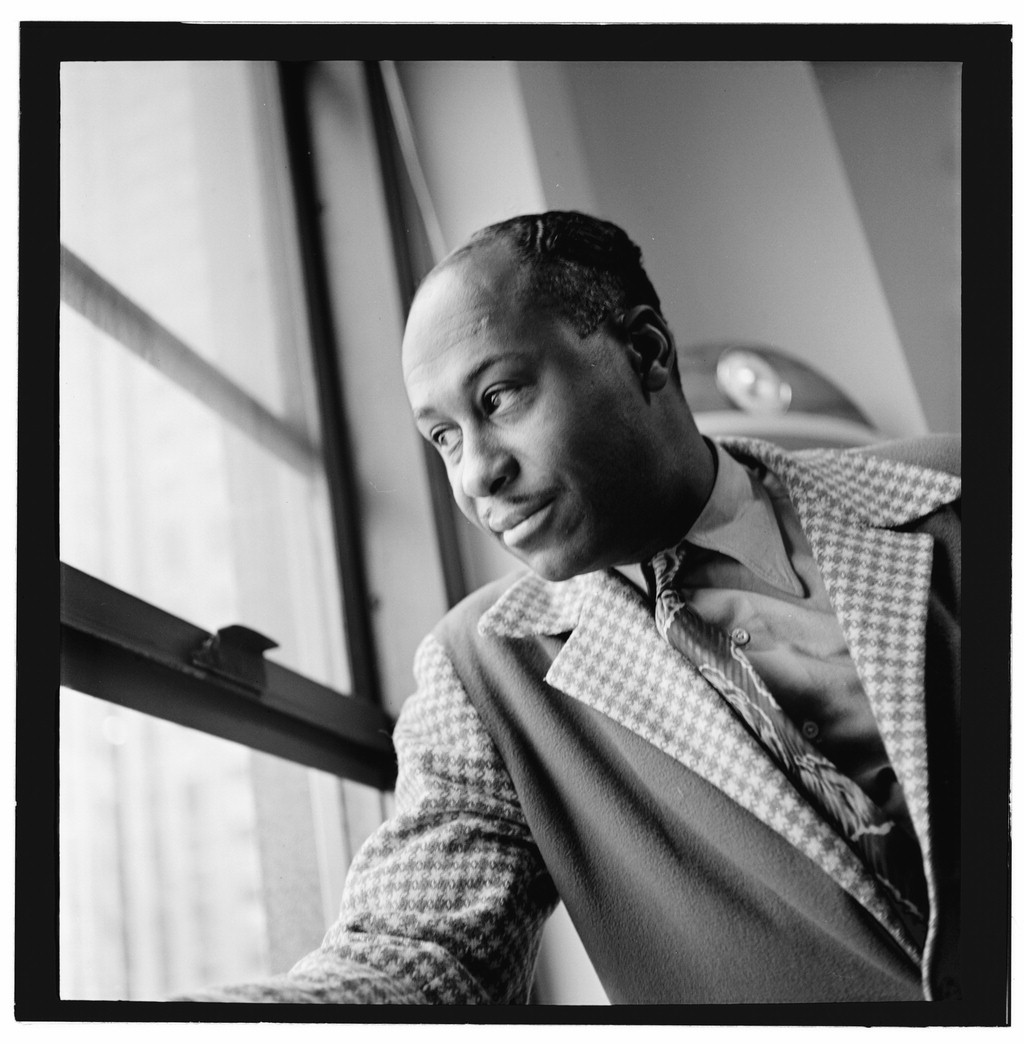
Snub Mosley in New York, circa 1947 (foto: William Gottlieb)

Lawrence Leo "Snub" Mosley (Little Rock, 29 december 1905 - New York, 21 juli 1981) was een Amerikaanse jazz-trombonist.
Mosley speelde in de periode 1926-1933 in de territory-band van Alphonse Trent. Daarna speelde hij bij het Jeter-Pillars Orchestra (1934), Claude Hopkins (1934-1935), het orkest van Luis Russell met daarin Louis Armstrong, en bij Fats Waller. Ook had hij zijn eigen groepen. Tijdens de Tweede Wereldoorlog leidde hij een legerband. Na de oorlog vestigde hij zich in New York en was daar tot begin jaren zeventig actief.
Mosley maakte als leider af en toe plaatopnamen. In 1978 verscheen een album op Pizza Records.
Mosley is ook de uitvinder van de slide saxofoon, een saxofoon zonder kleppen, maar mét een schuif, zoals bij de trombone. 

## Discografie
- Man with the Funny Little Horn, Whiskey, Women, And..., 1999